# Zaus unisetosus
Zaus unisetosus is een eenoogkreeftjessoort uit de familie van de Harpacticidae. De wetenschappelijke naam van de soort is voor het eerst geldig gepubliceerd in 1974 door ItôTat.